# Андраж Кірм
Андраж Кірм (словен. Andraž Kirm; нар. 6 вересня 1984, Любляна, СФРЮ) — словенський футболіст,  півзахисник клубу «Гронінген» (Нідерланди) та  збірної Словенії.

## Біографія

### Клубна кар'єра
Кірм вихованець футбольного клубу «Шмартно» з рідного міста  Любляни. У сезоні 2002/2003 Кірм почав професійну кар'єру в клубі «Слован» третьої словенської ліги. Незабаром перейшов до клубу «Свобода». Влітку 2005 перейшов до клубу «Домжале». У команді став основним гравцем. У сезоні 2005/2006 разом з командою посів 2 місце в  чемпіонаті Словенії поступившись лише «Гориці» . Разом з командою також зіграв один  матч у кваліфікації  Кубка УЄФА 25 серпня 2005 року проти ізраїльського Ашдода (1:1), Андраж вийшов на 81 хвилині замість Янеза Заврла. У сезоні 2006/2007 та 2007/2008 разом з командою виграв чемпіонат Словенії. Влітку 2008 а був близький до переходу в  італійський «К'єво».
В  липні 2009 перейшов у краківську «Віслу», підписавши п'ятирічний контракт. У команді дебютував у матчі кваліфікації  Ліги Чемпіонів 15 липня 2009 року проти  естонської «Левадії» (1:1) . У другому гостьовому матчі «Вісла» поступилися «Левадії» (1:0) і вилетіла з турніру. В Екстракласі дебютував 1 серпня 2009 року в домашньому матчі проти хожувського «Руху» (2:0), в цьому матчі Кірм віддав результативну передачу на Войцеха Лободзіньского. Перший гол за «Віслу» забив 30 жовтня 2009 року в виїзному матчі проти «Корони» (2:3), Андраж забив на 31 хвилині у ворота Радослава Цежняка. 29 листопада 2009 року відзначився дублем у матчі проти «Одри» з Водзіслава-Шльонського (1:3), у ворота Міхала Бучаліка.

### Кар'єра в збірній
В  національній збірної Словенії дебютував 22 серпня 2007 у  товариському матчі проти  Чорногорії (1 : 1). Перший гол у збірній забив 12 серпня 2009 року проти  Сан-Марино (5:0), Кірм вийшов на 46-й хвилині, на 54-й хвилині він забив у ворота Альдо Сімончіні.  У відбірковій групі до чемпіонату світу 2010 у ПАР Словенія посіла 2 місце, поступившись  Словаччині і обігнавши  Чехію,  Північну Ірландію,  Польщу і Сан-Марино. У плей-оф Словенія несподівано обіграла  Росію, за сумою двох матчів і пройшла на  чемпіонат світу.

## Досягнення
- Чемпіон Словенії (2):

«Домжале»: 2006-07, 2007-08
- Володар Суперкубка Словенії (1):

«Домжале»: 2007
- Чемпіон Польщі (1):

«Вісла»: 2010-11